# Rampa de asedio

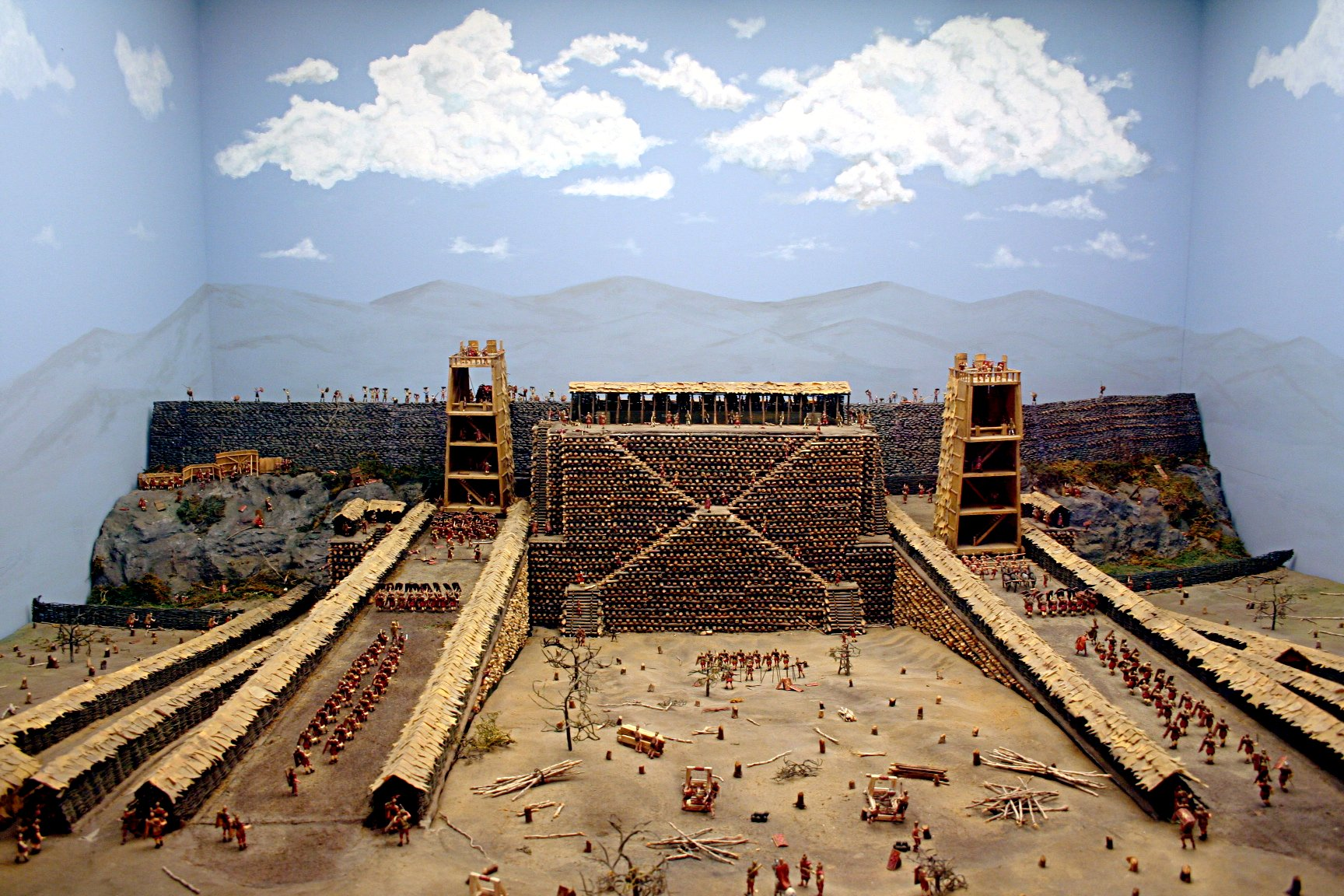
Maqueta del sitio de Avaricum.

La rampa de asedio fue utilizada por los romanos durante el sitio a un lugar de alguna ciudad particularmente elevado (ver Masada, Jotapata y Avaricum). Fueron rampas constituidas de troncos de madera, piedra y tierra, armadas por legionarios, con las cuales se alcanzaba la altura de los muros. Sobre esta pendiente podían después transitar las torres de asedio para atacar la defensa de la ciudad abiertamente.